# Bałdzki Piec
Bałdzki Piec (Duits: Baldenofen) is een plaats in het Poolse district  Olsztyński, woiwodschap Ermland-Mazurië. De plaats maakt deel uit van de gemeente Purda en telt 80 inwoners.